# Слудка (Прилузский район)
Слудка — село в Прилузском районе Республики Коми, административный центр Сельского поселения "Слудка".

## География
Находится на левом берегу реки Летки на расстоянии примерно 106 км на юг от центра района села Объячева.

## История
Основано в 1621 году, в 1625 отмечено как починок Ивашка Ларионова на Слуде, 1 двор. К 1678 году невдалеке от него возникла новая Летская слободка, где построили деревянную церковь Николая Чудотворца. В 1710 году Летская слободка включала в себя погост с церковью, 3 дворами и 8 жителями. В 1764 году 10 жителей. В 1805 году была построена каменная Воскресенская церковь (в 1934 разрушена). В 1873 году учтено дворов 9 и жителей 75, в 1905 51 и 303, в 1926 84 и 334(287 из них коми). В 1970 году здесь жили 667 человек, в 1979  534, в 1989 374 человека.
Герб Слудки стал победителем конкурса эскизов гербов, проведённого в несколько этапов в соцсетях и в самом селе в 2020 году. Его поддержал Оргкомитет Слудки, Союз геральдистов России, а также Геральдический совет при Президенте РФ в лице члена совета и председателя Гильдии геральдических художников Медведева Михаила Юрьевича (г. Санкт-Петербург). Статус: неофициальный. 
• идея герба: Галина Федяева (с. Слудка)
• геральдическая консультация: Константин Мочёнов, исполнительный директор Союза геральдистов России (г. Химки)
• художник: Мария Шавкатова (г. Санкт-Петербург)
• обоснование символики: Мария Шавкатова, Галина Федяева
"В основе фона Слудского герба представлены цвета флага Республики Коми. Верхняя белая полоса – небесный свод, символ свежести и бесконечности. Зелёная середина – земля Слудская с её лугами и лесами. Нижняя белая фигура о трёх условных углах, обозначающих три слудских ручья (Сластика, Почин шор, Филя шор), – символ белизны и чистоты снега. За основу узорного ряда в верхней части герба взят элемент национального коми орнамента "Шондiбан" (лик солнца) в форме резного квадратного ромба с лучами, урезанный пополам и переходящий вверх от зелёного к белому, символизирующий восход, начало дня, возрождение. Неразрывно связанные между собой горизонтальные половинки солнца указывают на бесконечность световых лет, и в то же время, единство коми, русских и украинцев, проживающих в селе. Семь цельных зелёных квадратных ромбов, также являющихся элементами коми орнамента, обозначают семь самых распространённых фамилий слудян (Гущин, Иванов, Мусанов, Москвин, Осипов, Патракеев, Югов), а половинки – все остальные фамилии. Узорный ряд композиционно напоминает распространённый у древних коми женский головной убор-оберег – очелье, изготовлявшийся из бересты или расшитой бисером ткани, и олицетворяет собой здравые помыслы. Церковная главка в золотом – это старинная Воскресенская церковь, варварски разрушена в 30-е годы XX в., символ православной веры слудян. Её купол подобно шлему отражает защиту земли Слудской. Расположенная посередине гербового полотна, главка символизирует центр села и "центр" Слудской волости. Волнообразные синие линии изображают два ручья – Почин шор (большой) и Сластику (малый), в месте слияния которых и зародилось село".

## Население
Постоянное население составляло 308 человек (коми 85%) в 2002 году, 192 в 2010 .